# Tyrese Shade
Tyrese Shade (ur. 9 czerwca 2000 w Birmingham) – piłkarz z Saint Kitts i Nevis urodzony w Anglii, grający na pozycji napastnika w klubie Solihull Moors F.C. oraz reprezentacji Saint Kitts i Nevis.